# Dernacueillette
Dernacueillette é uma comuna francesa na região administrativa de Occitânia, no departamento de Aude. Estende-se por uma área de 7,75 km². Em 2010 a comuna tinha 44 habitantes (densidade: 5,7 hab./km²).